# علاء الحسيني
علاء الحسيني ، ممثل أردني.

## من  أعماله

### المسلسلات
- الوعد ( ملحمة الحب و الرحيل )
- ذيب السرايا
- دموع القمر
- عيون عليا
- أبو جعفر المنصور
- وضحا و ابن عجلان

## روابط خارجية
- علاء الحسيني على موقع قاعدة بيانات الأفلام العربية